# Carlo Di Palma
Carlo Di Palma (Róma, 1925. április 17. – Róma, 2004. július 9.) olasz filmoperatőr.

## Életpályája
1940-ben mint segédoperatőr került a szakmába. 1945-ben mutatkozott be önálló operatőrként. 1946–1954 között segédoperatőrként dolgozott. 1954-től önállóan dolgozott. 1983-ban Olaszországból az USA-ba költözött.
Massimo Terzano, Aldo Tonti, Domenico Scala, Ubaldo Arata mellett dolgozott az Egy pisztolylövés, a Megszállottság (1943), a Róma, nyílt város (1945) forgatócsoportjában. A nemzetközi közvélemény figyelme Michelangelo Antonioni filmje révén terelődött rá (Vörös sivatag; 1964, Nagyítás; 1966). A színes technika mestere volt. Woody Allen-nel is több filmben dolgozott együtt: Hannah és nővérei (1986), A rádió aranykora (1987), Szeptember (1987), Alice (1990), Árnyak és köd (1991), Férjek és feleségek (1992), Rejtélyes manhattani haláleset (1993), Hatalmas Aphrodité (1995) és az Agyament Harry (1997).

## Filmjei
| - Biciklitolvajok (1948) - Figyelem, banditák! (1951) - Capri kaland (Avventura a Capri) (1959) - A hivatalnok (L'impiegato) (1960) - Ferrara hosszú éjszakája (1960) - A svédek (Le svedesi) (1960) - Válás olasz módra (1961) - A gyilkos (L'assassino) (1961) - Galamblövészet (Tiro al piccione) (1961) - Oroszlánok a napon (Leoni al sole) (1961) - Ó, drága Párizs! (Parigi o cara) (1962) - A négy igazság (Les quatre vérités) (1962) - Omicron (1963) - Vörös sivatag (1964) - A meztelen óra (Le ore nude) (1964) - Többgyermekes agglegény (1964) - A három arc (I tre volti) (1965) - Brancaleone ármádiája (1966) - Becsületbeli ügy (1966) - Tündéri nők (1966) - Nagyítás (1966) - Az erényöv (1967) - Lány pisztollyal/Szerelem Szicíliai módra (1968) - A skarlátruhás nő (1969) - A találka (1969) - Szerelmem, segíts! (1969) | - Féltékenységi dráma (1970) - A riszálás művésze (1970) - Párok (1970) - A pacifista (1970) - Nászéjszaka a börtönben (1971) - Teresa la ladra (1973) - Egy nevetséges ember tragédiája (1981) - Egy nő azonosítása (1982) - A Fekete Villám visszatér (1983) - Gabriela (1983) - Hannah és nővérei (1986) - Kamuzsaru (1986) - A rádió aranykora (1987) - Dupla vagy semmi (1987) - Szeptember (1987) - 12 olasz város – 12 olasz filmrendező (1989) - Alice (1990) - Árnyak és köd (1991) - Férjek és feleségek (1992) - Rejtélyes manhattani haláleset (1993) - Lövések a Broadwayn (1994) - A szörnyeteg (1994) - Semmi pánik (1994) - Hatalmas Aphrodité (1995) - A varázsige: I love you (1996) - Agyament Harry (1997) |

## Díjai
- Ezüst Szalag díj (1965) Vörös sivatag
- Ezüst Szalag díj (1967) Brancaleone ármádiája
- Golden Globe-díj (1974) Teresa la ladra
- Ezüst Szalag díj (1993) Árnyak és köd
- Ezüst Szalag díj (1997) Hatalmas Aphrodité
- Európai Film-díj (2003)

## Fordítás
- Ez a szócikk részben vagy egészben  a   Carlo Di Palma című angol Wikipédia-szócikk ezen változatának fordításán alapul.  Az eredeti cikk szerkesztőit annak laptörténete sorolja fel. Ez a jelzés csupán a megfogalmazás eredetét és a szerzői jogokat jelzi, nem szolgál a cikkben szereplő információk forrásmegjelöléseként.